# Nychioptera noctuidalis
Nychioptera noctuidalis là một loài bướm đêm trong họ Erebidae.